# Livezeni
Livezeni là một xã thuộc hạt Mureș, România. Dân số thời điểm năm 2002 là 3764 người.